# Guardacostas (serie de televisión)
Guardacostas es una serie de televisión italiana sobre el Cuerpo de las Capitanías de Puerto - Guardia Costera que vigilan la playa y la costa de Italia.

## Intérpretes de la Primera y segunda temporada
- Lorenzo Crespi: teniente de navío Angelo Sammarco
- Vanessa Gravina: Margherita Scanò
- Patrizio Rispo: teniente de navío Giacomo Onorato
- Mirco Petrini: teniente de navío Salvatore Terrasini
- Fabio Fulco: capitán de corbeta Davide Ruggeri
- Frank Crudele: cabo di 1ª clase Pietro Melluso
- Antonio Milo: cabo di 1ª clase Sante Lo Foco
- Giada Desideri: teniente de navío Elena Dapporto
- Myriam Catania: cabo di 2ª classe Gloria Lo Bianco
- Alessandro Lucente: cabo di 3ª clase Paolo Zannoni
- Davide Ricci: sub-cabo Luca Rebecchi
- Chiara Francini: sub-cabo Marzia Meniconi
- Cosimo Cinieri: contraalmirante Luigi Cordari
- Eros Pagni: Carmine Amitrano
- Rosa Pianeta: Viviana Amitrano
- Tiziana Lodato: Sofia Amitrano
- Giuseppe Zeno: Toni Amitrano
- Claudia Ruffo: Sara Polimenti
- Angelo Infanti: Franco Leonetti
- Francesca Chillemi: Verna Leonetti
- Domenico Fortunato: capitán de los carabineros Mario Zannoni
- Massimo De Lorenzo: suboficial brigadier de los carabineros Vincenzo Culicchia
- Francesco Siciliano: substituto procurador Giorgio Bonanni
- Gilberto Idonea: Tommaso Nicotera
- Valentina Sperlì: procuradora Anna Licurgo
- Liliana Mele: Amina
- Marcello Modugno: Gretteri
- Rosa Ferraiolo: Costanza Melluso
- Eva Deidda: Marina Cataldo
- Francesco Paolo Torre: La Torre
- Otros intérpretes: Milena Miconi, Manuel Rufini, Patrizio Pelizzi, Alberto Angrisano, Alessandro Lombardo.